# كليف ودبيري
كليف ودبيري (بالإنجليزية: Cliff Woodbury)‏ هو مهندس أمريكي، ولد في 8 يوليو 1894، وتوفي في 13 نوفمبر 1984.

## روابط خارجية
- كليف ودبيري على موقع DriverDB.com (الإنجليزية)